# Valdunquillo
Valdunquillo è un comune spagnolo di 199 abitanti situato nella comunità autonoma di Castiglia e León.